# Żywiecki Klub Boules
Żywiecki Klub Boules, ŻKB – klub sportowy pétanque z Żywca.
Od roku 2003 ŻKB organizuje w Żywcu pierwszy w Polsce Międzynarodowy Festiwal Pétanque oraz finał Mistrzostw Polski Pétanque Polskiej Federacji Pétanque. 

## Sukcesy
Zawodnicy Żywieckiego Klubu Bulowego byli wielokrotnymi zdobywcami tytułu Mistrza Polski w pétanque (seniorów): Andrzej Śliż (siedem razy), Jędrzej Śliż (siedem razy), Szymon Kubiesa (pięć razy), Katarzyna Śliż (trzy razy), Marek Lach (raz), Wioletta Śliż (raz). Wielokrotnie reprezentowali Polskę na Mistrzostwach świata i Mistrzostwach Europy. 
Jędrzej Śliż w roku 2003 na Mistrzostwach świata juniorów w Brnie zdobył brązowy medal w konkurencji strzału precyzyjnego. Jest to pierwszy i przez długi czas jedyny medal zdobyty przez Polskę w historii pétanque.
Drużyny wywodzące się z ŻKB zdobywały też kilkukrotnie Puchar Polski w pétanque.
Zwycięstwo w Klubowych Mistrzostwach Polski
- 2012
- 2010
- 2008
- 2005 (ex aequo z klubem KSP Broen-Karo Dzierżoniów)
- 2004

Mistrzostwo Polski Seniorów. 
- 2012 - Wioletta  Śliż, Katarzyna Śliż, Joanna Kastelik (KSP Broen-Karo Dzierżoniów)

II miejsce - Jędrzej Śliż, Szymon Kubiesa, Marek Lach, Andrzej Śliż (nie grał w czasie rozgrywek finałowych)
- 2011 - Andrzej Śliż, Jędrzej Śliż, Szymon Kubiesa
- 2010 - Andrzej Śliż, Jędrzej Śliż, Szymon Kubiesa, Marek Lach
- 2009 - Andrzej Śliż, Jędrzej Śliż, Szymon Kubiesa
- 2008 - Andrzej Śliż, Jędrzej Śliż, Szymon Kubiesa,
- 2007 - Andrzej Śliż, Jędrzej Śliż, Szymon Kubiesa,
- 2006 - III miejsce - Andrzej Śliż, Jędrzej Śliż, Szymon Kubiesa
- 2005 - Andrzej Śliż, Jędrzej Śliż, Katarzyna Śliż
- 2004 - Andrzej Śliż, Jędrzej Śliż, Katarzyna Śliż

Mistrzostwo Polski Kobiet
- 2012 - Wioletta Śliż, Katarzyna Śliż, (wspólnie z partnerką z KSP Broen-Karo Dzierżoniów - Joanną Kastelik)
- 2011 - Wioletta Śliż i Katarzyna Śliż (wspólnie z partnerkami z KSP Broen-Karo Dzierżoniów - Mariolą Wróbel i Joanną Kastelik)
- 2009 - Wioletta Śliż i Katarzyna Śliż (wspólnie z partnerkami z KSP Broen-Karo Dzierżoniów - Mariolą Wróbel i Joanną Kastelik)
- 2008 - Wioletta Śliż i Katarzyna Śliż (wspólnie z partnerkami z KSP Broen-Karo Dzierżoniów - Mariolą Wróbel i Joanną Kastelik) (przyznano dwa tytuły)

Puchar Polski
- 2011 - Puchar Polski par mieszanych - Wioletta Śliż i Andrzej Śliż

Zwycięstwo w klasyfikacji indywidualnej. 
- 2010 - mężczyźni: Szymon Kubiesa, kobiety: Wioletta Śliż
- 2009 - mężczyźni: Andrzej Śliż
- 2008 - Jędrzej Śliż (klasyfikacja łączna, jeszcze bez podziału na klasyfikację mężczyzn, kobiet i juniorów)